# Kampania na Wyspach Salomona
Kampania na Wyspach Salomona – (9 sierpnia 1942–25 grudnia 1943) rozpoczęta lądowaniem Amerykanów na Guadalcanalu, w operacji Watchtower  podczas II wojny światowej, zakończona bitwą koło Przylądka Świętego Jerzego po lądowaniu na wyspie Bougainville’a. Kampania ta była pierwszą kampanią w amerykańskiej strategicznej ofensywie w wojnie na Pacyfiku.

## Geneza
Celem wykorzystania zwycięstwa pod Midway, zdając sobie sprawę ze strategicznego znaczenia czasu i potrzeby niepozwolenia Japonii na odzyskanie utraconej pod Midway inicjatywy strategicznej, admirał Ernest King planował rozpoczęcie 1 sierpnia ofensywy, którą zapoczątkować miała pierwsza duża aliancka operacja desantowa. Operacja, której nadano nazwę „Pestilence”, miała zostać podzielona na trzy etapy. W pierwszym z nich, Task One, opanowane miały być wyspy Tulagi i Santa Cruz, w etapie drugim – Task Two – zajęte miały być wyspy Lae, Salamaua i północno-wschodnie wybrzeże Nowej Gwinei, Task Three natomiast obejmował atak na Rabaul i sąsiadujące pozycje japońskie w obszarze Nowej Brytanii i Nowej Irlandii. 24 czerwca admirał King polecił dowódcy Floty Pacyfiku admirałowi Chesterowi Nimitzowi opracowanie planu Task One. Wśród planowanych do zajęcia wysp na Salomonach nie było jednak największej z nich, Guadalcanalu. Wyspa ta została dodana do planu operacji zamiast desantu na Santa Cruz, po odkryciu, że Japonia buduje na niej lotnisko.